# Niżnia Kwietnikowa Przełączka
Niżnia Kwietnikowa Przełączka (słow. Rohatá štrbina) – przełączka znajdująca się w masywie Granatów Wielickich w słowackiej części Tatr Wysokich. Jest ona jedną z dwóch przełączek znajdujących się między Rogatą Turnią a Małą Granacką Turnią. Dokładnie oddziela ona Granacki Róg od Rogatej Turni. Należy do grupy Granackich Turni – wyższej z dwóch części Granatów Wielickich. Na siodło Niżniej Kwietnikowej Przełączki nie prowadzą żadne znakowane szlaki turystyczne, jest ona dostępna jedynie dla taterników.
Polska nazwa Niżniej Kwietnikowej Przełączki pochodzi od położonej powyżej Kwietnikowej Przełączki oddzielającej Rogatą Turnię od masywu Staroleśnego Szczytu. Nazewnictwo słowackie wywodzi się bezpośrednio od Rogatej Turni.

## Historia
Pierwsze wejścia turystyczne:
- E. Jenkner i Pavel Čižák, 30 lipca 1905 r. – letnie,
- Adam Górka, Jan Krupski, Jerzy Lechowski, Tadeusz Rogowski i Witold Udziela, 14 marca 1955 r. – zimowe.